# La Capelle-Bonance

La Capelle-Bonance este o comună în departamentul Aveyron din sudul Franței. În 1 ianuarie 2022 avea o populație de 91 de locuitori.